# Хогвартс: Неполный и недостоверный путеводитель
«Хогвартс: Неполный и недостоверный путеводитель» (англ. Hogwarts: An Incomplete and Unreliable Guide) — книга Джоан Кэтлин Роулинг, увидевшая свет на сайте Pottermore 6 сентября 2016 года одновременно с книгами «Короткие рассказы из Хогвартса о героизме, лишениях и опасных хобби» и «Короткие рассказы из Хогвартса о власти, политике и назойливых полтергейстах». Эти три книги изданы только в электронном виде.
Эта небольшая книга рассказывает некоторые интересные факты о школе Хогвартс: дороге в школу, процедуре распределения по факультетам, самом замке и окружающих его земельных угодьях, занятиях в школе, обитателях замка и его секретах.  Книга содержит не только художественное повествование, но и «заметки на полях» самой писательницы, объясняющие, как и почему образ Хогвартса в её произведениях стал именно таким.